# Wik (Iran)
Wik – wieś w Iranie, w ostanie Zandżan. W 2006 roku miejscowość liczyła 559 mieszkańców w 126 rodzinach.